# East Gull Lake
East Gull Lake é uma cidade localizada no estado americano de Minnesota, no Condado de Cass.

## Demografia
Segundo o censo americano de 2000, a sua população era de 978 habitantes.
Em 2006, foi estimada uma população de 1046, um aumento de 68 (7.0%).

## Geografia
De acordo com o United States Census Bureau tem uma área de
38,4 km², dos quais 20,5 km² cobertos por terra e 17,9 km² cobertos por água.

## Localidades na vizinhança
O diagrama seguinte representa as localidades num raio de 16 km ao redor de East Gull Lake.